# El otro Francisco
El otro Francisco es una película cubana de 1975, del género drama, dirigida por Sergio Giral. Está basada en la novela "Francisco", del escritor cubano Anselmo Suárez y Romero, y forma parte de una trilogía sobre la esclavitud junto a las películas El rancheador y Maluala.

## Sinopsis
Tras el suicidio del esclavo Francisco se relatan sus amores con otra esclava y su confrotación con los amos. El filme busca el verdadero rostro de la esclavitud y la lucha de clases.

## Reparto
- Margarita Balboa
- Miguel Benavides
- Armando Bianchi
- Alden Knight
- Adolfo Llauradó
- Susana Pérez
- Alina Sánchez
- Ramón Veloz

## Premios y nominaciones
Participó en el 9.º Festival Internacional de Cine de Moscú, donde obtuvo un diploma por la actuación del actor Miguel Benavides.